# Saint-Gourgon
Saint-Gourgon är en kommun i departementet Loir-et-Cher i regionen Centre-Val de Loire i de centrala delarna av Frankrike. Kommunen ligger i kantonen Saint-Amand-Longpré som tillhör arrondissementet Vendôme. År 2022 hade Saint-Gourgon 96 invånare.

## Befolkningsutveckling
Antalet invånare i kommunen Saint-Gourgon
| Referens: INSEE |